# Ein Fall für zwei: Der Zeuge
Der Zeuge ist der Titel der 17. Episode der Krimiserie Ein Fall für zwei mit Günter Strack und Claus Theo Gärtner in den Hauptrollen.
In dieser Episode wird der Privatdetektiv Josef Matula von Rechtsanwalt Dr. Renz zumindest zeitweise damit beauftragt, gegen die eigene Klientin und deren angeblichen Liebhaber zu ermitteln, von deren Glaubwürdigkeit er nicht überzeugt ist. Obwohl Matula Gegenbeweise findet, die er allerdings nicht belegen kann, gelingt es Dr. Renz, für seine Klientin einen dementsprechend fragwürdigen Freispruch zu erzielen.

## Handlung
Da niemand den klingelnden Wecker in einer Nachbarwohnung abschaltet, alarmiert Jutta Seigen die Polizei, die in der betreffenden Wohnung schließlich die Leiche von Erich Krüger vorfindet. Seigen berichtet, dass sie während der vergangenen Wochen häufig lautstarke Wortgefechte des zerrütteten Ehepaares Krüger in dem hellhörigen Haus vernommen habe. Die daraufhin festgenommene Janine Krüger behauptet gegenüber Dr. Renz, ihr Ehemann habe sich mit Schlaftabletten selbst das Leben genommen, während sie die Nacht mit einem anderen Mann in einem Hotel verbracht habe. Da ihr dessen korrekter Name allerdings unbekannt sei, wird die Untersuchungshaft auf entsprechenden Antrag hin ausgesetzt, um den Zeugen mit Unterstützung durch Josef Matula auffinden zu können.
Der Staatsanwalt berichtet gegenüber Dr. Renz von einem Brief, in dem Erich Krüger gegenüber seiner Mutter einen gemeinsamen Suizid zusammen mit seiner Frau angekündigt habe. Janine Krüger bestreitet dies. In einem Restaurant bestätigt der Ober zwar ihr Alibi, der Portier des Hotels tut dies jedoch nicht. Die Existenz des angeblichen Zeugen belegt keiner der beiden.
Der Vorschlag, den Zeugen mittels eines entsprechenden Berichtes in einer Zeitung zu suchen wird von der Redaktion abgelehnt, da diese Meldung für die Leserschaft angeblich zu uninteressant sei. Janine Krüger droht daraufhin an, vom Dach eines Hochhauses zu springen, um der Presse die geforderte Sensation zu bescheren. Auf Intervention von Dr. Renz hin erklären sich Journalisten schließlich dazu bereit, den Suchauftrag am Folgetag zu veröffentlichen.
Wenige Tage später meldet sich ein Mann in der Kanzlei und gibt vor, der gesuchte Zeuge zu sein, was von Janine Krüger bestätigt wird. Dr. Renz zieht dies jedoch in Zweifel und beauftragt Matula mit entsprechenden Nachforschungen. Dieser findet heraus, dass es sich bei dem angeblichen Zeugen um einen Spieler handelt, der in der fraglichen Nacht nicht mit Janine Krüger zusammen gewesen sein könne. Seine Mitspieler erscheinen jedoch nicht vor Gericht, um dies zu belegen. Der Zeuge macht seine Aussage und wird anschließend vereidigt. Unter dem Eindruck des vom Staatsanwalt verlesenen Abschiedsbriefs ihres Mannes an dessen Mutter schildert Janine schließlich, dass sie womöglich unabsichtlich zugelassen habe, dass dieser Suizid begeht. Sie sei allerdings nicht dabei gewesen. Sie wird daraufhin freigesprochen.

## Hintergrund
Die Episode wurde überwiegend im Rhein-Main-Gebiet gedreht. Die Kulisse der Kanzlei von Dr. Renz befand sich im Hotel InterContinental Frankfurt.
Vom Dach des Hochhauses, von dem sich Janine Krüger zu stürzen droht, sind unter anderem die Markuskirche und die Festhalle zu sehen. Im Hintergrund ist außerdem zu erkennen, dass die Rohbauarbeiten an den Zwillingstürmen des Deutsche-Bank-Hochhauses während der Dreharbeiten zwar bereits weit fortgeschritten, jedoch noch nicht abgeschlossen waren. Auf dem Weg zu dem Ort des beabsichtigten Suizids kommt Dr. Renz an der Bockenheimer Warte sowie am Bockenheimer Depot vorbei.
In einer späteren Szene spazieren Matula und Dr. Renz entlang des südlichen Mainufers zwischen dem Eisernen Steg und der Untermainbrücke, über die zum damaligen Zeitpunkt noch die Straßenbahn fuhr, was ebenfalls in der Episode dokumentiert ist.